# Родители-вертолёты
Термин вертолётное родительство относится к чрезмерно вовлечённым и опекающим родителям, которые активно вмешиваются в дела детей и принимают решения за них, лично участвуют в достижении целей своих детей и устраняют препятствия, с которыми сталкивается их ребёнок.
Сам термин «родители-вертолёты» является скорее разговорным, нежели научным. Однако он часто встречается в исследованиях наравне с такими терминами, как «indulgent parenting» (потакающее воспитание), «intense/intensive mothering» (интенсивное материнство), «overbearing care-giving style» (властный стиль воспитания). Также существует вариант «overparenting» (чрезмерное родительство, гиперопека), который часто встречается в американской исследовательской литературе.

## Этимология
Метафора появилась в 1969 году в книге-бестселлере «Между родителем и подростком» доктора психологии и педагога Хаима Гинотта, где упоминался подросток, который жаловался: «Мама парит надо мной, как вертолёт…». Автор описывал таких родителей как «бойцов-невидимок» из-за склонности матерей и отцов из поколения X игнорировать мелкие проблемы потомков, энергично и без предупреждения вмешиваясь в жизнь своих детей в случае серьёзных проблем у них. Социолог Нил Хоу описывает «вертолетное» воспитание родителей из поколения бэби-бумеров как стиль воспитания, отличающийся от родителей из поколения X. Он противопоставляет этот образ воспитания распространённому типичному методу родителей-бумеров, с их постоянным участием в жизни юных миллениалов в образовательной сфере. Нил Хоу описывает этих родителей как «иногда готовых помочь, иногда раздражающих, но всегда нависающих над своими детьми и создающих шум».
Термин «родитель-вертолёт» используется с конца 1980-х гг. в США. Он получил широкое распространение, когда в начале 2000-х гг. американские академические администраторы учебных заведений стали использовать его в связи с тем, что старшие миллениалы стали достигать возраста поступления в колледж. Их родители-бумеры были известны своими звонками детям каждое утро, чтобы разбудить их на занятия, и жалобами профессорам на оценки, полученные детьми. Сотрудники летних лагерей также сообщали о подобном поведении «родителей-вертолётов».

## Причины
Существует несколько причин такого гиперопекающего поведения родителей по отношению к своим детям. Исследования, посвящённые чрезмерной родительской заботе, показывают, что одной из потенциальных причин подобной заботы является родительская тревожность. Родители видят своего ребёнка слишком уязвимым для окружающего мира и проблем, что приводит к повышенной тревожности за благополучие ребёнка и, как следствие, усилению опеки.
Другой немаловажной причиной является принцип сожаления об упущенных возможностях (англ. the lost opportunity principle of regret). Его можно рассматривать с двух точек зрения. С одной стороны, в процессе воспитания родитель постепенно теряет возможность воздействовать на жизнь ребёнка. С возрастом дети отдаляются от родителей как психологически, так и физически. Вполне вероятной реакцией на этот процесс является желание родителя удержать связь, что приводит к активному вмешательству в жизнь ребёнка, попытке взять ответственность за его проблемы на себя. Также порой подобное сожаление появляется из-за того, что родители желают «нагнать упущенное», если не уделяли своим детям должного времени в процессе их взросления.
С другой стороны, родитель может сожалеть о личных упущенных возможностях, и его гиперопека будет выражаться в попытке самореализоваться через достижения и развитие своего ребёнка. Например, если родитель не имеет высшего образования, то он может навязывать идею получения высшего образования своему ребёнку, причём в агрессивной форме.
Также одной из причин может выступать родительский перфекционизм, который требует от детей соответствия определённым идеалистическим критериям, что приводит к чрезмерному давлению на ребёнка и развитию гиперопекающих отношений.

## Определение вертолётного стиля воспитания
В исследованиях для определения вертолётного стиля воспитания часто рассматривают именно мать как родителя, поскольку матери более вероятно будут чрезмерно вовлечены в жизнь своего взрослого ребёнка. Однако в некоторых исследованиях детей просят заполнять информацию о родителе, с которым они чаще разговаривают.
В количественных исследованиях данный тип воспитания измеряется через прохождения опроса, в котором по шкале Ликерта (например, от 1 до 5, где 1 — «полностью не согласен», а 5 — «полностью согласен») нужно выбрать степень согласия с утверждением.
Возможные вопросы для подобного опроса:

##### Поведение родителей-вертолётов
источник:
1. Моя мама имела/имеет право решать, какую специальность я выбрал/буду выбирать
2. Моя мама следит за графиком моих физических упражнений
3. Когда я нахожусь дома с мамой, у меня есть комендантский час (определённое время, к которому я должен приходить домой каждый вечер).
4. Моя мама регулярно просит меня звонить или писать ей, чтобы она знала, где я нахожусь
5. Если бы я получил низкую оценку, которую я считаю несправедливой, моя мама позвонила бы профессору.
6. Моя мама следит за моим питанием
7. Моя мама следит за тем, с кем я провожу время
8. Моя мама звонит мне, чтобы следить за моей учёбой (например, как у меня идут дела в школе, какие у меня оценки и т. д.)
9. Если у меня возникают проблемы с соседом по комнате, моя мама старается вмешаться.

##### Приёмы воспитания родителей-вертолётов
источник:
1. Мой родитель пытается принимать за меня все важные решения.
2. Мой родитель не позволяет мне принимать решения, с которыми он или она не согласны.
3. Если мой родитель не делает за меня определённые вещи (например, стирка, уборка комнаты, запись к врачу), то они не будут сделаны.
4. Мой родитель слишком остро реагирует, когда я сталкиваюсь с негативным опытом.
5. Мой родитель не вмешивается в мою жизнь, пока не замечает, что я переживаю физическую или эмоциональную травму.
6. Иногда мой родитель уделяет моим делам больше времени и сил, чем я сам.
7. Мой родитель считает себя плохим родителем, если он или она не вмешивается и не помогает мне с трудностями.
8. Мой родитель чувствует себя плохим родителем, когда я делаю неправильный выбор.
9. Мой родитель высказывает своё мнение о моих личных отношениях.
10. Мой родитель считает себя хорошим родителем, когда решает за меня проблемы.
11. Мой родитель настаивает на том, чтобы я постоянно информировал его о своих повседневных делах.
12. Когда мне нужно куда-то идти (например, на приём к врачу, на учебные собрания, банк, магазин одежды), мой родитель сопровождает меня.
13. Когда я попадаю в трудную ситуацию, мой родитель всегда пытается её разрешить.
14. Мой родитель считает, что его работа заключается в том, чтобы оградить меня от невзгод.

## Последствия вертолётного воспитания

### Психологическое благополучие ребёнка
Исследование, изучающее влияние вертолётного стиля воспитания детей на их благополучие, а именно на 3 базовые психологические потребности, которые (согласно теории самодетерминации) должны быть закрытыми для успешной и счастливой жизни, показало, что родители-вертолёты не позволяют детям закрывать свою потребность в автономии, а также негативно влияют на потребность в компетентности и во взаимосвязи с другими людьми. Снижение чувства автономии и компетентности в дальнейшем проявляется в депрессии и общей тревожности ребёнка.
Другое исследование изучало влияние вертолётного воспитания детей на уровень их общего благополучия, который был измерен с помощью шестифакторной модели психического благополучия Кэролы Рифф. Результаты показали, что дети, чьи родители использовали вертолётный стиль воспитания, более склонны иметь более низкий уровень общего благополучия и относиться к себе более негативно.
К тому же, исследование показывает, что вертолётное воспитание связано с дальнейшим принятием лекарственных препаратов для лечения тревоги и депрессии.

### Мотивация
Согласно исследованию влияния вертолётного воспитания на учебную мотивацию детей, такой стиль воспитания понижает внутреннюю мотивацию и способствует внешней мотивации, что проявляется в снижении успеваемости и продуктивности детей.
Также дети, чьи родители использовали сверхвключенный тип воспитания, имеют склонность к дезадаптивному перфекционизму (maladaptive perfectionism), что выражается в завышенных требованиях и слишком критическом отношении к себе. Вероятно, так происходит из-за того, что родители транслируют детям слишком высокие требования, которые дети вынуждены принимать.
Кроме того, из-за гиперопекаемого воспитания у студентов проявляется сниженные самоэффективность и чувство осознанной компетентности. Постоянные переживания родителей по поводу успешности и успеваемости детей заставляют самих детей перенимать такую модель поведения. В итоге дети начинают сомневаться в своей способности справиться с трудными и важными задачами.

### Невротизм
Гиперопекающий стиль воспитания может отражаться на развитии у ребёнка невротизма, который выражается в склонности испытывать негативные эмоции, такие как страх, чувство вины, печаль и безнадёжность. Люди, являющиеся невротиками, чаще всего имеют низкую удовлетворённость жизнью, часто находятся в состоянии повышенного стресса и склонны к тревоге, депрессии и резким перепадам настроения.

### Межличностная зависимость
Согласно исследованию, дети, воспитанные вертолётным стилем воспитания, склонны к межличностной зависимости, которая во многом связана с негативными эмоциями (например, пустотой, обособленностью или изоляцией). Дети, привыкшие к постоянной чрезмерной помощи родителей, ожидают от других партнёров (друзей, романтических партнёров) такую же активную помощь в удовлетворении своих потребностей и достижении целей. Это, в свою очередь, проявляется в негативных реакциях на воображаемые неудачи (неудачи, которые не случились в реальной жизни, а которые проживаются исключительно в голове человека), социальной тревоге в близких отношениях и склонности к нестабильным и бурным эмоциональным реакциям.

### Способы совладания и поведения (копинг-стратегии)
Одним из последствий вертолётного воспитания для детей также является плохо развитая способность справляться с тривиальными и серьёзными жизненными трудностями. Такая способность проявляется в адаптации индивидом своего поведения под конкретные ситуации в попытке регулировать своё эмоциональное состояние и решить проблему. Дети сверхвключенных родителей склонны использовать неэффективные копинг-стратегии или же способы совладания и поведения, такие как замыкание в себе, «дистанцирование» и «интернализацию», повышенный интерес к рискованному поведению.

## Культурные различия
В обзоре кросс-культурных исследований приходят к выводу, что культурные различия значительно влияют на сущность сверхвключенного воспитания и его последствия. Так, в западной культуре чрезмерное родительство оказывает отрицательное влияние на развитие ребёнка.
Исследование, проведённое в восьми арабских странах, показывает, что, в силу авторитарности культуры, вертолётное родительство не наносит психологического вреда детям. Схожую ситуацию можно наблюдать в среде корейских студентов американских колледжей, которые считают чрезмерную заботу родителей продолжением традиционных и культурных практик. Таким образом, чрезмерное родительство для них может быть позитивно связано с учебными успехами.
Однако, и в других азиатских культурах было замечено негативное влияние родителей-вертолётов, например в Китае, где самоэффективность студентов падала при чрезмерной заботе родителей.